# Taksony

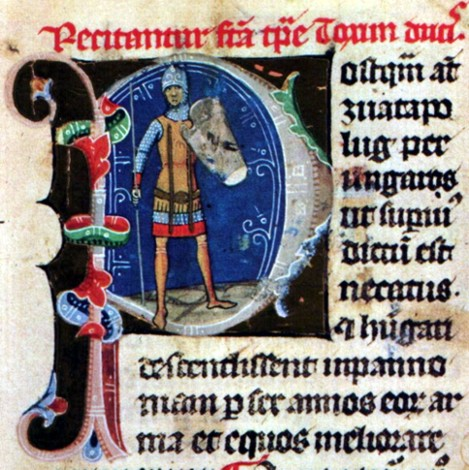
Taksony

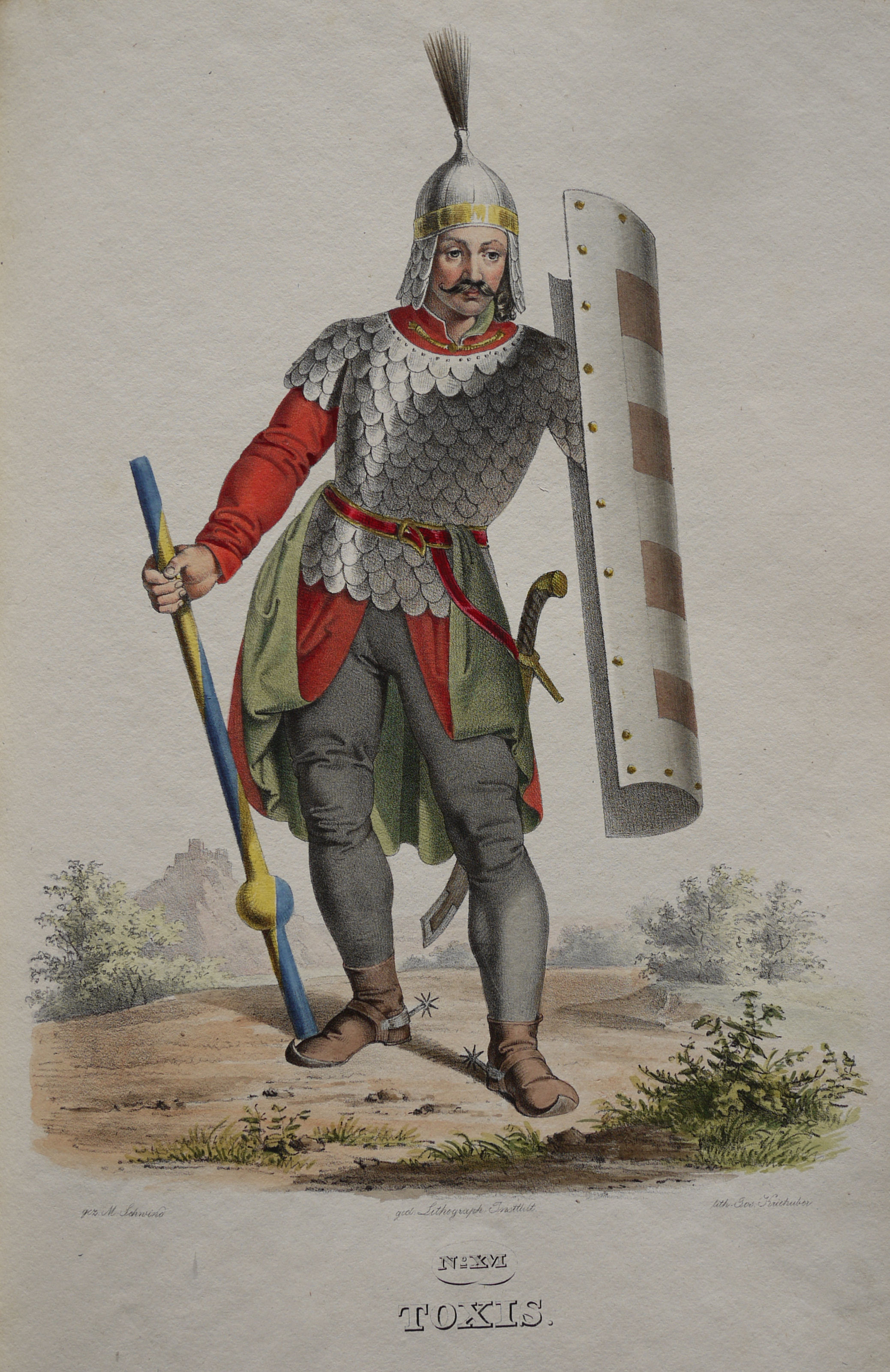
Taksony Lithographie von Josef Kriehuber nach einer Zeichnung von Moritz von Schwind ca. 1828

Taksony (lat. Toxun, gr. Τάξις Taxis; * 931; † 970 oder 973) war 955 bis ca. 970 Großfürst der Ungarn. Er stammte aus dem Geschlecht der Árpáden und war Sohn des Großfürsten Zoltán.

## Großfürst
An der Spitze eines Heeres wurde Taksony 947 nach Pavia zur Unterstützung der italienischen Könige Hugo und Lothar gegen die Byzantiner in Apulien entsandt; zugleich sollte er den üblichen italienischen Tribut an die ungarischen Fürsten in Empfang nehmen.
Nach ihrer Niederlage in der Schlacht auf dem Lechfeld (955) wählten die Ungarn Taksony zum Großfürsten. Er musste daraufhin die bayrische Awarenmark zurückgeben und die Unterstützung der bayrischen Rebellionen aufgeben. Dieser Schritt bedeutete einen Friedensschluss mit den bayerischen Nachbarn. Ähnliche Übereinkünfte schloss Taksony auch mit den böhmischen Herrschern, mit der Kiewer Rus, den Petschenegen und mit den Bulgaren. Möglicherweise war Taksony mit einer petschenegischen Fürstentochter verheiratet. Die Ungarn begannen im Verlauf dieser Entwicklung sesshafter zu werden, die Raubzüge gingen zurück, erste Missionierungsversuche fanden statt. Darüber hinaus gelang es Taksony, die traditionelle Stammesordnung der Ungarn zu schwächen und sich selbst den Stammesfürsten gegenüber in eine mächtigere Position zu versetzen. Außerdem siedelte er fremde Bevölkerungsgruppen im Grenzland an und wählte seine Quartiere an der Ostseite der Donau, in Pest. 
Taksony begann sich um die Taufe, und dadurch um eine stärkere Legitimierung seiner Herrschaft, zu bemühen. Allerdings versuchte er zu vermeiden, dass sein Reich an eine fremde Landeskirche angeschlossen wurde. Seine Verhandlungen mit Papst Johannes XII. um eine eigenständige ungarische Landeskirche waren insofern erfolgreich, als Johannes 961 oder 962 erstmals einen Bischof für Ungarn weihte. Allerdings verhinderte der deutsche Kaiser Otto I., dass der Bischof seine Arbeit aufnahm, da er selbst die Kontrolle über die Christianisierung Ungarns ausüben wollte. Erst Taksonys Nachkommen Géza und Stephan I. gelang es, Ungarn in das christliche Abendland einzureihen.
Als der byzantinische Kaiser Konstantin VII. den Tribut verweigerte, schickte Taksony vergeblich den ungarischen Heerführer Apor gegen Konstantinopel. 970 war Taksony an einem Angriff auf Byzanz beteiligt, der in der Schlacht von Arkadiopolis (970) scheiterte.

## Gemeinde
Taksony ist auch der Name einer Gemeinde südlich von Budapest mit rund 5500 Einwohnern inklusive einer (trotz Vertreibung) deutschen Minderheit.
Sie unterhält Partnerschaften mit der Gemeinde Henfenfeld (seit Juli 1991) und mit der Stadt Rain (seit Mai 2012).